# Monochamus conradti
Monochamus conradti är en skalbaggsart som beskrevs av Stefan von Breuning 1961. Monochamus conradti ingår i släktet Monochamus och familjen långhorningar. Inga underarter finns listade i Catalogue of Life.